# Fort Edward (tätort)
Fort Edward är en tätort vid Hudsonfloden, i  kommunen Fort Edward i staten New York. Tätorten har fått sitt namn efter skansen Fort Edward.
Tätorten Fort Edward hade 3 375 invånare vid folkräkningen 2010. Dess areal var 5,0 km2.